# Lachenalia nutans
Lachenalia nutans är en sparrisväxtart som beskrevs av G.D.Duncan. Lachenalia nutans ingår i släktet Lachenalia och familjen sparrisväxter. IUCN kategoriserar arten globalt som livskraftig.
Artens utbredningsområde är Namibia. Inga underarter finns listade i Catalogue of Life.